# Kežmarské Žľaby
Kežmarské Žľaby est une localité de la ville de Vysoké Tatry. Elle est située à 902 m d'altitude. Fondé en 1888, elle a actuellement une fonction touristique et de classe de plein air.